# Campeonato da NACAC de Atletismo Sub-23 de 2016 - Resultados
Esses foram os resultados do Campeonato da NACAC de Atletismo Sub-23 de 2016 que ocorreram de 15 a 17 de julho de 2016, no Estádio Jorge "Mágico" González, em San Salvador, em El Salvador. Contou com a presença de 305 atletas de 28 nacionalidades distribuídos em 44 provas.

## Resultado masculino

### 100 metros
| Posição | Bateria | Atleta                | Nacionalidade            | Tempo | Notas |
| ------- | ------- | --------------------- | ------------------------ | ----- | ----- |
| 1       | 3       | Cejhae Greene         | Antígua e Barbuda        | 10.37 | Q     |
| 2       | 1       | Andre Azonwanna       | Canadá                   | 10.46 | Q     |
| 2       | 2       | Kendal Williams       | Estados Unidos           | 10.46 | Q     |
| 4       | 1       | Stanly del Carmen     | República Dominicana     | 10.47 | Q     |
| 5       | 3       | Levi Cadogan          | Barbados                 | 10.51 | Q     |
| 6       | 3       | Christopher Valdez    | República Dominicana     | 10.55 | q     |
| 7       | 1       | Ajamu Graham          | Jamaica                  | 10.58 | q     |
| 7       | 2       | Tadashi Pinder        | Bahamas                  | 10.58 | Q     |
| 9       | 3       | Holland Cabara        | Trinidad e Tobago        | 10.60 |       |
| 10      | 1       | Juan Carlos Alanis    | México                   | 10.61 |       |
| 11      | 2       | Jared Jarvis          | Antígua e Barbuda        | 10.62 |       |
| 12      | 2       | Kevaun Rattray        | Jamaica                  | 10.63 |       |
| 13      | 3       | Fred Dorsey           | Ilhas Virgens Americanas | 10.73 |       |
| 14      | 1       | Ian Kerr              | Bahamas                  | 10.75 |       |
| 15      | 2       | Duan Asemota          | Canadá                   | 10.87 |       |
| 16      | 2       | Steve Mathurin        | Costa Rica               | 10.88 |       |
| 17      | 1       | Shaquoy Stephens      | Ilhas Virgens Britânicas | 10.95 |       |
| 18      | 2       | Reberto Boyde         | São Vicente e Granadinas | 11.02 |       |
| 19      | 3       | Jamal Adams           | São Cristóvão e Neves    | 11.05 |       |
| 20      | 1       | Juan Carlos Rodríguez | El Salvador              | 11.21 |       |
| 21      | 3       | Hector Allen          | Costa Rica               | 11.27 |       |
| 22      | 2       | José Braghieri        | El Salvador              | 11.31 |       |
| 23      | 1       | James Bregal          | Belize                   | 11.42 |       |
| 24      | 3       | Reuberth Boyde        | São Vicente e Granadinas | DNF   |       |

| Posição           | Raia | Atleta             | Nacionalidade        | Tempo | Notas       |
| ----------------- | ---- | ------------------ | -------------------- | ----- | ----------- |
| Medalha de ouro   | 3    | Kendal Williams    | Estados Unidos       | 10.23 |             |
| Medalha de prata  | 5    | Stanly del Carmen  | República Dominicana | 10.37 | 10.361      |
| Medalha de bronze | 2    | Levi Cadogan       | Barbados             | 10.37 | 10.365      |
| 4                 | 7    | Christopher Valdez | República Dominicana | 10.55 |             |
| 5                 | 1    | Tadashi Pinder     | Bahamas              | 10.59 |             |
| 6                 | 8    | Ajamu Graham       | Jamaica              | 10.68 |             |
| 7                 | 6    | Cejhae Greene      | Antígua e Barbuda    | DSQ   | [ 3 ] [ 4 ] |
| 7                 | 4    | Andre Azonwanna    | Canadá               | DSQ   | [ 3 ] [ 5 ] |

### 200 metros
| Posição | Bateria | Atleta                   | Nacionalidade            | Tempo | Notas  |
| ------- | ------- | ------------------------ | ------------------------ | ----- | ------ |
| 1       | 3       | Reynier Mena             | Cuba                     | 20.88 | Q      |
| 2       | 2       | Stanly del Carmen        | República Dominicana     | 20.96 | Q      |
| 3       | 2       | Renard Howell            | Jamaica                  | 20.97 | Q      |
| 4       | 1       | Levi Cadogan             | Barbados                 | 21.09 | Q      |
| 5       | 3       | Ian Kerr                 | Bahamas                  | 21.09 | Q      |
| 6       | 3       | Devin Jenkins            | Estados Unidos           | 21.11 | q      |
| 7       | 1       | Juan Carlos Alanis       | México                   | 21.16 | Q      |
| 8       | 2       | Fredrick Kerley          | Estados Unidos           | 21.17 | q      |
| 9       | 2       | Klye Webb                | Bermudas                 | 21.28 |        |
| 10      | 2       | Anthony Adderley         | Bahamas                  | 21.33 |        |
| 11      | 3       | Brandon Valentine-Parris | São Vicente e Granadinas | 21.36 |        |
| 12      | 1       | Yaniel Carrero           | Cuba                     | 21.48 |        |
| 13      | 3       | Christopher Valdez       | República Dominicana     | 21.63 |        |
| 14      | 3       | Steve Mathurin           | Costa Rica               | 21.71 |        |
| 15      | 2       | Jamal Adams              | São Cristóvão e Neves    | 21.80 |        |
| 16      | 2       | Reberto Boyde            | São Vicente e Granadinas | 22.04 |        |
| 17      | 1       | Shaquoy Stephens         | Ilhas Virgens Britânicas | 22.12 |        |
| 18      | 2       | Hector Allen             | Costa Rica               | 22.45 |        |
| 19      | 3       | Juan Carlos Rodríguez    | El Salvador              | 22.53 |        |
| 20      | 1       | José Braghieri           | El Salvador              | 22.55 |        |
| 21      | 1       | Tahir Walsh              | Antígua e Barbuda        | DSQ   | R163.3 |
| 21      | 1       | James Bregal             | Belize                   | DNS   |        |
| 21      | 3       | Rayshaun Franklin        | Canadá                   | DNS   |        |

| Posição           | Atleta             | Nacionalidade        | Tempo | Notas |
| ----------------- | ------------------ | -------------------- | ----- | ----- |
| Medalha de ouro   | Reynier Mena       | Cuba                 | 20.41 |       |
| Medalha de prata  | Stanly del Carmen  | República Dominicana | 20.51 |       |
| Medalha de bronze | Ian Kerr           | Bahamas              | 20.83 |       |
| 4                 | Levi Cadogan       | Barbados             | 20.86 |       |
| 5                 | Juan Carlos Alanis | México               | 20.95 |       |
| 6                 | Devin Jenkins      | Estados Unidos       | 21.06 |       |
| 7                 | Renard Howell      | Jamaica              | 21.45 |       |
| 8                 | Fredrick Kerley    | Estados Unidos       | DNS   |       |

### 400 metros
| Posição | Bateria | Atleta                   | Nacionalidade            | Tempo | Notas |
| ------- | ------- | ------------------------ | ------------------------ | ----- | ----- |
| 1       | 3       | Nathon Allen             | Jamaica                  | 46.46 | Q     |
| 2       | 1       | Michael Cherry           | Estados Unidos           | 46.52 | Q     |
| 3       | 1       | Warren Hazel             | São Cristóvão e Neves    | 46.65 | Q     |
| 4       | 3       | Nathan George            | Canadá                   | 46.81 | Q     |
| 5       | 3       | Stephen Newbold          | Bahamas                  | 46.81 | q     |
| 6       | 3       | Khari Herbert            | Ilhas Virgens Britânicas | 46.84 | q     |
| 7       | 3       | Franklin Luis            | República Dominicana     | 46.85 |       |
| 8       | 1       | Brandon Valentine-Parris | São Vicente e Granadinas | 47.04 |       |
| 9       | 2       | Dontavius Wright         | Estados Unidos           | 47.04 | Q     |
| 10      | 2       | Klye Webb                | Bermudas                 | 47.58 | Q     |
| 11      | 2       | Janeko Cartwright        | Bahamas                  | 47.65 |       |
| 12      | 1       | Martin Manley            | Jamaica                  | 47.76 |       |
| 13      | 1       | Sherman Guity            | Costa Rica               | 48.14 |       |
| 13      | 2       | Andito Charles           | República Dominicana     | 48.14 |       |
| 15      | 3       | Zinedine Selis           | Costa Rica               | 48.18 |       |
| 16      | 2       | Joshua Cunningham        | Canadá                   | 48.25 |       |
| 17      | 1       | Ronald Moreno            | El Salvador              | 48.84 |       |
| 18      | 2       | Benjamin Fairweather     | Belize                   | 50.59 |       |
| 19      | 1       | Hance Card               | Belize                   | 51.68 |       |
| 20      | 2       | Pablo Ibañez             | El Salvador              | DNS   |       |

| Posição           | Raia | Atleta           | Nacionalidade            | Tempo | Notas            |
| ----------------- | ---- | ---------------- | ------------------------ | ----- | ---------------- |
| Medalha de ouro   | 4    | Nathon Allen     | Jamaica                  | 45.39 |                  |
| Medalha de prata  | 5    | Michael Cherry   | Estados Unidos           | 45.50 |                  |
| Medalha de bronze | 6    | Warren Hazel     | São Cristóvão e Neves    | 45.81 | Recorde nacional |
| 4                 | 3    | Dontavius Wright | Estados Unidos           | 46.14 |                  |
| 5                 | 2    | Stephen Newbold  | Bahamas                  | 46.27 |                  |
| 6                 | 8    | Nathan George    | Canadá                   | 46.54 |                  |
| 7                 | 1    | Khari Herbert    | Ilhas Virgens Britânicas | 46.55 |                  |
| 8                 | 7    | Klye Webb        | Bermudas                 | 46.92 |                  |

### 800 metros
| Posição | Bateria | Atleta           | Nacionalidade     | Tempo   | Notas |
| ------- | ------- | ---------------- | ----------------- | ------- | ----- |
| 1       | 1       | Chris Sanders    | Estados Unidos    | 1:49.34 | Q     |
| 2       | 1       | Alexander Smart  | Canadá            | 1:50.40 | Q     |
| 3       | 2       | Isaiah Harris    | Estados Unidos    | 1:51.40 | Q     |
| 4       | 2       | Corey Bellemore  | Canadá            | 1:51.72 | Q     |
| 5       | 2       | Mark London      | Trinidad e Tobago | 1:52.08 | Q     |
| 6       | 2       | Wade Garner      | Barbados          | 1:52.38 | q     |
| 7       | 1       | Nicholas Landeau | Trinidad e Tobago | 1:52.45 | Q     |
| 8       | 2       | Zinedine Selis   | Costa Rica        | 1:52.59 | q     |
| 9       | 1       | Josué Murcia     | Costa Rica        | 1:53.25 |       |
| 10      | 1       | Dage Minors      | Bermudas          | 1:53.32 |       |
| 11      | 1       | Ronald Moreno    | El Salvador       | 1:55.69 |       |
| 12      | 2       | Erik Hernández   | El Salvador       | 1:58.85 |       |

| Posição           | Atleta           | Nacionalidade     | Tempo   | Notas |
| ----------------- | ---------------- | ----------------- | ------- | ----- |
| Medalha de ouro   | Isaiah Harris    | Estados Unidos    | 1:47.52 |       |
| Medalha de prata  | Chris Sanders    | Estados Unidos    | 1:47.77 |       |
| Medalha de bronze | Corey Bellemore  | Canadá            | 1:47.88 |       |
| 4                 | Alexander Smart  | Canadá            | 1:48.90 |       |
| 5                 | Nicholas Landeau | Trinidad e Tobago | 1:50.44 |       |
| 6                 | Wade Garner      | Barbados          | 1:52.02 |       |
| 7                 | Mark London      | Trinidad e Tobago | 1:53.20 |       |
| 8                 | Zinedine Selis   | Costa Rica        | 1:53.45 |       |

### 1.500 metros
15 de julho
| Posição           | Atleta         | Nacionalidade  | Tempo   | Notas |
| ----------------- | -------------- | -------------- | ------- | ----- |
| Medalha de ouro   | Henry Wynne    | Estados Unidos | 3:51.81 |       |
| Medalha de prata  | Mike Tate      | Canadá         | 3:51.91 |       |
| Medalha de bronze | Thomas Awad    | Estados Unidos | 3:54.51 |       |
| 4                 | Georman Rivas  | Costa Rica     | 4:00.23 |       |
| 5                 | Dage Minors    | Bermudas       | 4:01.25 |       |
| 6                 | César Peraza   | El Salvador    | 4:01.98 |       |
| 7                 | José Maravilla | El Salvador    | 4:10.38 |       |
| 8                 | Victor Santana | Porto Rico     | 4:29.48 |       |
| 9                 | Zhyon Geerman  | Aruba          | 4:52.56 |       |

### 5.000 metros
16 de julho
| Posição           | Atleta           | Nacionalidade  | Tempo    | Notas |
| ----------------- | ---------------- | -------------- | -------- | ----- |
| Medalha de ouro   | Patrick Corona   | Estados Unidos | 15:18.26 |       |
| Medalha de prata  | Sydney Gidabuday | Estados Unidos | 15:21.16 |       |
| Medalha de bronze | Alberto González | Guatemala      | 15:31.17 |       |
| 4                 | David Escobar    | El Salvador    | 15:42.14 |       |
| 5                 | Zhyon Geerman    | Aruba          | 18:47.91 |       |
| 6                 | Walter Yac       | Guatemala      | DNS      |       |
| 6                 | Ronal Monterrosa | El Salvador    | DNS      |       |

### 10.000 metros
15 de julho
| Posição           | Atleta           | Nacionalidade  | Tempo    | Notas |
| ----------------- | ---------------- | -------------- | -------- | ----- |
| Medalha de ouro   | Erik Peterson    | Estados Unidos | 30:28.74 |       |
| Medalha de prata  | Ian La Mere      | Estados Unidos | 30:33.68 |       |
| Medalha de bronze | Alberto González | Guatemala      | 31:41.60 |       |
| 4                 | Ronal Monterrosa | El Salvador    | DNF      |       |
| 4                 | Walter Yac       | Guatemala      | DNF      |       |

### 110 metros barreiras
16 de julho
Vento: -0.3 m/s
| Posição           | Atleta             | Nacionalidade     | Tempo | Notas  |
| ----------------- | ------------------ | ----------------- | ----- | ------ |
| Medalha de ouro   | William Barnes     | Porto Rico        | 13.53 | 13.527 |
| Medalha de prata  | Freddie Crittenden | Estados Unidos    | 13.53 | 13.528 |
| Medalha de bronze | Aaron Malett       | Estados Unidos    | 13.67 | 13.665 |
| 4                 | Tyler Mason        | Jamaica           | 13.67 | 13.669 |
| 5                 | Ruebin Walters     | Trinidad e Tobago | 13.71 |        |
| 6                 | Rohan Cole         | Jamaica           | 13.75 |        |
| 7                 | Salvador García    | México            | 13.91 |        |
| 8                 | Tramaine Maloney   | Barbados          | 14.18 |        |

### 400 metros barreiras
| Posição | Bateria | Atleta                    | Nacionalidade         | Tempo | Notas |
| ------- | ------- | ------------------------- | --------------------- | ----- | ----- |
| 1       | 2       | Khallifah Rosser          | Estados Unidos        | 50.57 | Q     |
| 2       | 1       | Mica-Jonathan Petit-Homme | Haiti                 | 50.67 | Q     |
| 3       | 2       | Juander Santos            | República Dominicana  | 51.02 | Q     |
| 4       | 1       | José Luis Gaspar          | Cuba                  | 51.10 | Q     |
| 5       | 1       | Robert Grant              | Estados Unidos        | 51.14 | Q     |
| 5       | 2       | Gerald Drummond           | Costa Rica            | 51.14 | Q     |
| 5       | 2       | Marvin Williams           | Jamaica               | 51.14 | q     |
| 8       | 1       | Andre Colebrooke          | Bahamas               | 51.35 | q     |
| 9       | 2       | Khalil Parris             | Canadá                | 51.41 |       |
| 10      | 1       | Daniel Brady              | Canadá                | 51.93 |       |
| 11      | 2       | Oniel Thomas              | São Cristóvão e Neves | 52.52 |       |
| 12      | 1       | Emmanuel Niño             | Costa Rica            | 54.02 |       |
| 13      | 2       | René Perla                | El Salvador           | 54.60 |       |
| 14      | 1       | Jorell Bellafonte         | Ilhas Caimã           | DNF   |       |
| 14      | 1       | Kion Joseph               | Barbados              | DNF   |       |

| Posição           | Atleta                    | Nacionalidade        | Tempo | Notas |
| ----------------- | ------------------------- | -------------------- | ----- | ----- |
| Medalha de ouro   | Khallifah Rosser          | Estados Unidos       | 49.25 |       |
| Medalha de prata  | José Luis Gaspar          | Cuba                 | 49.92 |       |
| Medalha de bronze | Juander Santos            | República Dominicana | 50.02 |       |
| 4                 | Mica-Jonathan Petit-Homme | Haiti                | 50.51 |       |
| 5                 | Robert Grant              | Estados Unidos       | 51.08 |       |
| 6                 | Marvin Williams           | Jamaica              | 51.77 |       |
| 7                 | Andre Colebrooke          | Bahamas              | 51.85 |       |
| 8                 | Gerald Drummond           | Costa Rica           | 53.02 |       |

### 3.000 metros com obstáculos
17 de julho
| Posição           | Atleta               | Nacionalidade        | Tempo    | Notas  |
| ----------------- | -------------------- | -------------------- | -------- | ------ |
| Medalha de ouro   | Antoine Thibeault    | Canadá               | 8:55.96  |        |
| Medalha de prata  | Michael Erb          | Estados Unidos       | 9:12.25  |        |
| Medalha de bronze | Brandon Allen        | Canadá               | 9:18.81  |        |
| 4                 | César Peraza         | El Salvador          | 9:38.54  |        |
| 5                 | Juan Francisco Feliz | República Dominicana | 9:53.87  |        |
| 6                 | David Escobar        | El Salvador          | 10:18.34 |        |
| 7                 | Bryce Miller         | Estados Unidos       | DNF      |        |
| 7                 | José Enrique Calvo   | Costa Rica           | DSQ      | R169.7 |

### Revezamento 4x100 m
16 de julho
| Posição           | Nacionalidade        | Atletas                                                               | Tempo | Notas |
| ----------------- | -------------------- | --------------------------------------------------------------------- | ----- | ----- |
| Medalha de ouro   | Estados Unidos       | Devin Jenkins, Christian Coleman, Kendal Williams, Fredrick Kerley    | 38.63 |       |
| Medalha de prata  | Jamaica              | Ajamu Graham, Nathon Allen, Rohan Cole, Renard Howell                 | 39.25 |       |
| Medalha de bronze | Bahamas              | Anthony Adderley, Tadashi Pinder, Stephen Newbold, Ian Kerr           | 39.85 |       |
| 4                 | República Dominicana | Christopher Valdez, Juander Santos, Stanly del Carmen, Andito Charles | 39.97 |       |
| 5                 | Canadá               | Andre Azonwanna, Rayshaun Franklin, Joshua Cunningham, Duan Asemota   | 40.55 |       |
| 6                 | Costa Rica           | Cristian Arias, Sherman Guity, Hector Allen, Steve Mathurin           | 41.80 |       |
| 7                 | El Salvador          | Rene Perla, Ronald Moreno, José Braghieri, Juan Carlos Rodríguez      | 42.26 |       |
| 8                 | Belize               | Ezhay Cayetano, Martin Flowers, Hance Card, James Bregal              | 43.85 |       |

### Revezamento 4x400 m
17 de julho
| Posição           | Nacionalidade  | Atletas                                                           | Tempo   | Notas |
| ----------------- | -------------- | ----------------------------------------------------------------- | ------- | ----- |
| Medalha de ouro   | Estados Unidos | Dontavius Wright, Robert Grant, Khallifah Rosser, Michael Cherry  | 3:00.89 |       |
| Medalha de prata  | Jamaica        | Twayne Crooks, Martin Manley, Keeno Burrell, Nathon Allen         | 3:04.11 |       |
| Medalha de bronze | Bahamas        | Maverick Bowleg, Ashley Riley, Janeko Cartwright, Stephen Newbold | 3:04.74 |       |
| 4                 | Canadá         | Joshua Cunningham, Khalil Parris, Corey Bellemore, Nathan George  | 3:05.93 |       |
| 5                 | Costa Rica     |                                                                   | DNS     |       |
| 5                 | El Salvador    |                                                                   | DNS     |       |

### 20 km marcha atlética
17 de julho
| Posição           | Atleta                  | Nacionalidade  | Tempo      | Notas |
| ----------------- | ----------------------- | -------------- | ---------- | ----- |
| Medalha de ouro   | José Alejandro Barrondo | Guatemala      | 1:34:32.01 |       |
| Medalha de prata  | Anthony Peters          | Estados Unidos | 1:35:04.77 |       |
| Medalha de bronze | Gerson Navas            | El Salvador    | 1:35:24.48 |       |
| 4                 | Óscar Menjivar          | El Salvador    | 1:39:07.63 |       |
| 5                 | Steven Washburn         | Estados Unidos | 1:46:21.86 |       |

### Salto em altura
17 de julho
| Posição           | Atleta           | Nacionalidade     | 1.90 | 1.95 | 2.00 | 2.05 | 2.10 | 2.13 | 2.16 | 2.19 | 2.22 | 2.29 | Resultado | Notas |
| ----------------- | ---------------- | ----------------- | ---- | ---- | ---- | ---- | ---- | ---- | ---- | ---- | ---- | ---- | --------- | ----- |
| Medalha de ouro   | Avion Jones      | Estados Unidos    | –    | –    | –    | o    | –    | xo   | o    | –    | xxo  | xxx  | 2.22      |       |
| Medalha de prata  | Hiawatha Culver  | Estados Unidos    | –    | o    | –    | o    | o    | o    | o    | xxo  | xxx  |      | 2.19      |       |
| Medalha de bronze | Alhaji Mansaray  | Canadá            | –    | –    | –    | xo   | xo   | xo   | xxx  |      |      |      | 2.13      |       |
| 4                 | Matthew Campbell | Jamaica           | –    | –    | o    | o    | xxx  |      |      |      |      |      | 2.05      |       |
| 4                 | Kareem Roberts   | Trinidad e Tobago | –    | –    | o    | o    | xxx  |      |      |      |      |      | 2.05      |       |
| 6                 | Sean Cate        | Canadá            | –    | –    | xo   | o    | xxx  |      |      |      |      |      | 2.05      |       |
| 7                 | Christoff Bryan  | Jamaica           | –    | –    | o    | xo   | xxx  |      |      |      |      |      | 2.05      |       |
| 8                 | Ken Franzua      | Guatemala         | o    | o    | o    | xxx  |      |      |      |      |      |      | 2.00      |       |
| 9                 | Aaron Gumbs      | Anguila           | xxx  |      |      |      |      |      |      |      |      |      | NM        |       |

### Salto com vara
15 de julho
| Posição           | Atleta       | Nacionalidade        | 4.00 | 4.10 | 4.20 | 4.70 | 4.80 | 4.90 | 5.00 | 5.10 | 5.20 | 5.57 | Resultado | Notas |
| ----------------- | ------------ | -------------------- | ---- | ---- | ---- | ---- | ---- | ---- | ---- | ---- | ---- | ---- | --------- | ----- |
| Medalha de ouro   | Devin King   | Estados Unidos       | –    | –    | –    | –    | –    | –    | o    | xo   | –    | xxx  | 5.10      |       |
| Medalha de prata  | Jorge Luna   | México               | –    | –    | –    | o    | –    | o    | xxo  | xo   | xxx  |      | 5.10      |       |
| Medalha de bronze | Abbey Alcon  | República Dominicana | –    | –    | –    | –    | –    | xxo  | –    | xxx  |      |      | 4.90      |       |
| 4                 | Natán Rivera | El Salvador          | –    | –    | –    | xxo  | –    | xxx  |      |      |      |      | 4.70      |       |
| 5                 | Edward Cruz  | El Salvador          | xxo  | xxo  | xxx  |      |      |      |      |      |      |      | 4.10      |       |
| 6                 | José Nales   | Porto Rico           | –    | –    | –    | –    | xxx  |      |      |      |      |      | NM        |       |
| 6                 | Audie Wyatt  | Estados Unidos       | –    | –    | –    | –    | –    | –    | xxx  |      |      |      | NM        |       |

### Salto em comprimento
15 de julho
| Posição           | Atleta                | Nacionalidade            | #1   | #2   | #3   | #4   | #5   | #6   | Resultado | Notas |
| ----------------- | --------------------- | ------------------------ | ---- | ---- | ---- | ---- | ---- | ---- | --------- | ----- |
| Medalha de ouro   | Ifeanyichukwu Otuonye | Turcas e Caicos          | 7.72 | 7.71 | x    | 7.72 | 7.78 | 7.88 | 7.88      |       |
| Medalha de prata  | Jonathan Addison      | Estados Unidos           | 7.53 | 7.63 | 7.80 | 7.79 | x    | x    | 7.80      |       |
| Medalha de bronze | KeAndre Bates         | Estados Unidos           | 7.38 | 7.37 | 7.76 | 7.39 | 7.77 | 7.15 | 7.77      |       |
| 4                 | Nathaniel Huggins     | São Cristóvão e Neves    | 7.37 | 7.27 | 7.00 | 6.92 | 7.27 | 6.04 | 7.37      |       |
| 5                 | Fred Dorsey           | Ilhas Virgens Americanas | 7.10 | x    | x    | 7.06 | 7.16 | 7.29 | 7.29      |       |
| 6                 | Nicolas Arriola       | Guatemala                | 7.07 | x    | 7.26 | 7.03 | 6.99 | x    | 7.26      |       |
| 7                 | Aubrey Allen          | Jamaica                  | 7.13 | x    |      |      |      |      | 7.13      |       |
| 8                 | Ángel Suarez          | Nicarágua                | 6.86 | 6.74 | x    | x    | 6.97 | x    | 6.97      |       |
| 9                 | Cristian Arias        | Costa Rica               | 6.48 | 6.56 | 6.53 |      |      |      | 6.56      |       |
| 10                | Richard Crick         | São Vicente e Granadinas | 6.46 | x    | 5.97 |      |      |      | 6.46      |       |
| 11                | Martin Flowers        | Belize                   | 6.10 | x    | 5.66 |      |      |      | 6.10      |       |
| 12                | Ezhay Cayetano        | Belize                   | 5.76 | x    | x    |      |      |      | 5.76      |       |
| 13                | Darren Wiafe-Morson   | Monserrate               | x    | 4.67 |      |      |      |      | 4.67      |       |

### Salto triplo
17 de julho
| Posição           | Atleta         | Nacionalidade            | #1    | #2    | #3    | #4    | #5    | #6    | Resultado | Notas |
| ----------------- | -------------- | ------------------------ | ----- | ----- | ----- | ----- | ----- | ----- | --------- | ----- |
| Medalha de ouro   | Eric Sloan     | Estados Unidos           | 15.76 | 15.81 | x     | 15.72 | 16.15 | 15.90 | 16.15     |       |
| Medalha de prata  | Lathone Collie | Bahamas                  | 15.69 | 13.80 | x     | x     | 15.80 | 15.70 | 15.80     |       |
| Medalha de bronze | Jeremiah Green | Estados Unidos           | x     | x     | 15.04 | x     | x     | x     | 15.04     |       |
| 4                 | Ángel Suarez   | Nicarágua                | 13.69 | 14.38 | 14.89 | 14.36 | x     | x     | 14.89     |       |
| 5                 | Richard Crick  | São Vicente e Granadinas | x     | x     | 13.53 | x     | 13.89 | x     | 13.89     |       |

### Arremesso de peso
17 de julho
| Posição           | Atleta            | Nacionalidade            | #1    | #2    | #3    | #4    | #5    | #6    | Resultado | Notas |
| ----------------- | ----------------- | ------------------------ | ----- | ----- | ----- | ----- | ----- | ----- | --------- | ----- |
| Medalha de ouro   | Braheme Days Jr.  | Estados Unidos           | 18.59 | 18.76 | 19.36 | x     | x     | x     | 19.36     |       |
| Medalha de prata  | Josh Freeman      | Estados Unidos           | 18.78 | 19.27 | x     | 18.79 | x     | 19.00 | 19.27     |       |
| Medalha de bronze | Eldred Henry      | Ilhas Virgens Britânicas | 18.00 | 18.15 | 19.11 | 17.42 | 18.25 | 19.01 | 19.11     |       |
| 4                 | Vashon McCarthy   | Jamaica                  | 17.44 | 17.65 | 17.10 | 17.55 | 17.18 | 17.84 | 17.84     |       |
| 5                 | Felipe Valencia   | México                   | 16.58 | 16.67 | 17.36 | 17.78 | 17.50 | x     | 17.78     |       |
| 6                 | Hezekiel Romeo    | Trinidad e Tobago        | 17.47 | 17.60 | x     | 17.43 | 17.44 | x     | 17.60     |       |
| 7                 | Peter Millman     | Canadá                   | x     | x     | 17.05 | 16.90 | x     | x     | 17.05     |       |
| 8                 | Warren Barrett    | Jamaica                  | 17.03 | 16.78 | x     | x     | x     | x     | 17.03     |       |
| 9                 | Elijah Pawliw     | Canadá                   | 16.20 | x     | x     |       |       |       | 16.20     |       |
| 10                | Shervorne Worrell | Trinidad e Tobago        | 15.26 | 16.00 | 14.92 |       |       |       | 16.00     |       |
| 11                | Hugo Gonzales     | Guatemala                | 14.26 | x     | x     |       |       |       | 14.26     |       |

### Lançamento de disco
15 de julho
| Posição           | Atleta           | Nacionalidade            | #1    | #2    | #3    | #4    | #5    | #6    | Resultado | Notas |
| ----------------- | ---------------- | ------------------------ | ----- | ----- | ----- | ----- | ----- | ----- | --------- | ----- |
| Medalha de ouro   | Brian Williams   | Estados Unidos           | 57.80 | 58.00 | 55.90 | 57.30 | x     | 55.95 | 58.00     |       |
| Medalha de prata  | Sam Mattis       | Estados Unidos           | 53.95 | 56.60 | 57.40 | 57.35 | x     | 53.10 | 57.40     |       |
| Medalha de bronze | Eldred Henry     | Ilhas Virgens Britânicas | 52.85 | 56.45 | x     | x     | x     | 54.05 | 56.45     |       |
| 4                 | Basil Bingham    | Jamaica                  | 52.20 | 51.05 | 52.05 | 49.15 | 48.65 | 48.20 | 52.20     |       |
| 5                 | Glenford Watson  | Jamaica                  | 50.45 | 50.40 | 49.25 | 49.45 | 50.25 | 50.85 | 50.85     |       |
| 6                 | Drexel Maycock   | Bahamas                  | 50.50 | 48.30 | 48.45 | 49.75 | 49.10 | x     | 50.50     |       |
| 7                 | Ever Acajabón    | Guatemala                | 40.27 | 42.15 | x     | x     | 38.90 | 41.40 | 42.15     |       |
| 8                 | Enrique Martínez | El Salvador              | x     | 37.30 | 37.10 | 38.45 | 36.55 | 34.75 | 38.45     |       |
| 9                 | Gerardo Flores   | El Salvador              | 36.30 | 35.48 | 31.30 |       |       |       | 36.30     |       |

### Lançamento de martelo
16 de julho
| Posição           | Atleta           | Nacionalidade  | #1    | #2    | #3    | #4    | #5    | #6    | Resultado | Notas                 |
| ----------------- | ---------------- | -------------- | ----- | ----- | ----- | ----- | ----- | ----- | --------- | --------------------- |
| Medalha de ouro   | Diego del Real   | México         | x     | 74.55 | x     | 73.18 | x     | 73.51 | 74.55     | Recorde do campeonato |
| Medalha de prata  | Rudy Winkler     | Estados Unidos | 68.86 | 70.52 | x     | 73.00 | x     | 69.67 | 73.00     |                       |
| Medalha de bronze | Alexander Young  | Estados Unidos | x     | 64.23 | 67.43 | 63.73 | 63.81 | x     | 67.43     |                       |
| 4                 | Kevin Linares    | El Salvador    | 47.12 | 52.16 | x     | 51.24 | 51.66 | 52.11 | 52.16     |                       |
| 5                 | Enrique Martínez | El Salvador    | x     | 48.00 | x     | x     | x     | x     | 48.00     |                       |

### Lançamento de dardo
16 de julho
| Posição           | Atleta            | Nacionalidade         | #1    | #2    | #3    | #4    | #5    | #6    | Resultado | Notas |
| ----------------- | ----------------- | --------------------- | ----- | ----- | ----- | ----- | ----- | ----- | --------- | ----- |
| Medalha de ouro   | Curtis Thompson   | Estados Unidos        | 72.63 | 79.28 | 77.41 | x     | 73.73 | 77.07 | 79.28     |       |
| Medalha de prata  | David Carreon     | México                | 71.30 | 73.43 | 75.80 | 72.25 | 75.70 | 76.25 | 76.25     |       |
| Medalha de bronze | Janeil Craigg     | Barbados              | 71.18 | x     | x     | 70.45 | 75.62 | 67.93 | 75.62     |       |
| 4                 | Shakeil Waithe    | Trinidad e Tobago     | 71.28 | 72.99 | 75.09 | 72.61 | x     | x     | 75.09     |       |
| 5                 | Damian Odle       | Estados Unidos        | 59.89 | 63.84 | 68.82 | 64.58 | 69.85 | 72.44 | 72.44     |       |
| 6                 | John Krzyszkowski | Canadá                | 66.67 | 69.94 | 68.47 | x     | 69.51 | 65.98 | 69.94     |       |
| 7                 | Evan Karakolis    | Canadá                | 63.30 | 68.78 | x     | x     | x     | x     | 68.78     |       |
| 8                 | Adrian Williams   | São Cristóvão e Neves | x     | x     | 60.64 | 62.10 | x     | 63.98 | 63.98     |       |
| 9                 | Orlando Thomas    | Jamaica               | 59.30 | 60.12 | x     |       |       |       | 60.12     |       |

### Decatlo
16 – 17 de julho
| Pos.              | Atleta            | Nacionalidade  | 100 m | SD   | AP    | SA   | 400 m | 110 m C/B | AD    | SV   | LD    | 1500 m  | PG   | Notas |
| ----------------- | ----------------- | -------------- | ----- | ---- | ----- | ---- | ----- | --------- | ----- | ---- | ----- | ------- | ---- | ----- |
| Medalha de ouro   | Rostam Turner     | Canadá         | 11.08 | 7.03 | 13.11 | 1.91 | 48.97 | 15.85     | 45.40 | 4.60 | 57.60 | 4:43.28 | 7601 |       |
| Medalha de prata  | Cody Walton       | Estados Unidos | 11.13 | 6.93 | 12.73 | 1.91 | 49.62 | 15.02     | 40.65 | 4.60 | 59.63 | 5:05.69 | 7409 |       |
| Medalha de bronze | Zachary Bornstein | Canadá         | 11.21 | 6.73 | 13.89 | 1.79 | 49.83 | 15.76     | 45.30 | 4.00 | 54.17 | 4:46.26 | 7169 |       |
| 4                 | Ronald Ramírez    | Guatemala      | 11.42 | 6.77 | 12.80 | 1.97 | 54.65 | 14.88     | 35.60 | 3.60 | 51.70 | 5:37.98 | 6497 |       |
| 5                 | André Campos      | Costa Rica     | 11.39 | 6.62 | 9.94  | 1.82 | 51.86 | 17.07     | 33.10 | 3.50 | 39.91 | 5:00.78 | 6497 |       |
| 6                 | Youssef Qasem     | Guatemala      | 11.81 | 5.87 | 7.35  | 1.70 | 56.45 | 16.28     | 24.95 | NM   | 44.36 | 5:03.97 | 4773 |       |

## Resultado feminino

### 100 metros
| Posição | Bateria | Atleta            | Nacionalidade            | Tempo | Notas |
| ------- | ------- | ----------------- | ------------------------ | ----- | ----- |
| 1       | 2       | Sashalee Forbes   | Jamaica                  | 11.55 | Q     |
| 2       | 1       | Shayla Sanders    | Estados Unidos           | 11.56 | Q     |
| 3       | 2       | Carmiesha Cox     | Bahamas                  | 11.81 | Q     |
| 4       | 1       | Leya Buchanan     | Canadá                   | 11.84 | Q     |
| 5       | 2       | Shamelle Pless    | Canadá                   | 11.96 | Q     |
| 6       | 1       | Tayla Carter      | Bahamas                  | 12.02 | Q     |
| 7       | 2       | Marileidy Paulino | República Dominicana     | 12.02 | q     |
| 8       | 1       | Taylor Hill       | Ilhas Virgens Britânicas | 12.09 | q     |
| 9       | 2       | Sharolyn Josephs  | Costa Rica               | 12.15 |       |
| 10      | 2       | Iza Flores        | México                   | 12.23 |       |
| 11      | 1       | Shavonne Husbands | Barbados                 | 12.32 |       |
| 12      | 1       | Dania Aguillón    | México                   | 12.33 |       |
| 13      | 1       | Glenda Davis      | Costa Rica               | 12.67 |       |
| 14      | 1       | Ajahney Carr      | Belize                   | 13.50 |       |
| 15      | 2       | Jada Parchue      | Belize                   | 13.87 |       |

| Posição           | Raia | Atleta            | Nacionalidade            | Tempo | Notas |
| ----------------- | ---- | ----------------- | ------------------------ | ----- | ----- |
| Medalha de ouro   | 3    | Sashalee Forbes   | Jamaica                  | 11.51 |       |
| Medalha de prata  | 6    | Shayla Sanders    | Estados Unidos           | 11.52 |       |
| Medalha de bronze | 4    | Carmiesha Cox     | Bahamas                  | 11.76 |       |
| 4                 | 5    | Leya Buchanan     | Canadá                   | 11.83 |       |
| 5                 | 7    | Marileidy Paulino | República Dominicana     | 11.98 |       |
| 6                 | 2    | Shamelle Pless    | Canadá                   | 11.99 |       |
| 7                 | 8    | Taylor Hill       | Ilhas Virgens Britânicas | 12.04 |       |
| 8                 | 1    | Tayla Carter      | Bahamas                  | 12.07 |       |

### 200 metros
| Posição | Bateria | Atleta            | Nacionalidade            | Tempo | Notas |
| ------- | ------- | ----------------- | ------------------------ | ----- | ----- |
| 1       | 2       | Kali Davis-White  | Jamaica                  | 23.21 | Q     |
| 2       | 2       | Arialis Gandulla  | Cuba                     | 23.90 | Q     |
| 3       | 1       | Robin Reynolds    | Estados Unidos           | 23.91 | Q     |
| 4       | 2       | Medeleine Price   | Canadá                   | 23.92 | Q     |
| 5       | 1       | Iza Flores        | México                   | 24.34 | Q     |
| 6       | 1       | Leya Buchanan     | Canadá                   | 24.36 | Q     |
| 7       | 1       | Carmiesha Cox     | Bahamas                  | 24.43 | q     |
| 7       | 2       | Marileidy Paulino | República Dominicana     | 24.43 | q     |
| 9       | 1       | Shavonne Husbands | Barbados                 | 24.48 |       |
| 10      | 2       | Dania Aguillón    | México                   | 24.55 |       |
| 11      | 2       | Andrea Vargas     | Costa Rica               | 25.18 |       |
| 12      | 2       | Ajahney Carr      | Belize                   | 27.67 |       |
| 13      | 1       | Glenda Davis      | Costa Rica               | DNS   |       |
| 13      | 1       | Taylor Hill       | Ilhas Virgens Britânicas | DNS   |       |

| Posição           | Atleta            | Nacionalidade        | Tempo | Notas |
| ----------------- | ----------------- | -------------------- | ----- | ----- |
| Medalha de ouro   | Kali Davis-White  | Jamaica              | 22.66 |       |
| Medalha de prata  | Arialis Gandulla  | Cuba                 | 23.36 |       |
| Medalha de bronze | Robin Reynolds    | Estados Unidos       | 23.40 |       |
| 4                 | Medeleine Price   | Canadá               | 23.85 |       |
| 5                 | Iza Flores        | México               | 23.86 |       |
| 6                 | Marileidy Paulino | República Dominicana | 24.00 |       |
| 7                 | Leya Buchanan     | Canadá               | 24.78 |       |
| 8                 | Carmiesha Cox     | Bahamas              | DNS   |       |

### 400 metros
| Posição | Bateria | Atleta             | Nacionalidade            | Tempo | Notas |
| ------- | ------- | ------------------ | ------------------------ | ----- | ----- |
| 1       | 2       | Chrisann Gordon    | Jamaica                  | 51.50 | Q     |
| 2       | 1       | Shakima Wimbley    | Estados Unidos           | 52.24 | Q     |
| 3       | 2       | Jaide Stepter      | Estados Unidos           | 52.44 | Q     |
| 4       | 1       | Sonikqua Walker    | Jamaica                  | 53.01 | Q     |
| 5       | 2       | Domonique Williams | Trinidad e Tobago        | 53.17 | Q     |
| 6       | 1       | Sonia Gaskin       | Barbados                 | 53.70 | Q     |
| 7       | 1       | Parris García      | Porto Rico               | 53.94 | q     |
| 8       | 2       | Medeleine Price    | Canadá                   | 54.00 | q     |
| 9       | 1       | Jonel Lacey        | Ilhas Virgens Britânicas | 56.52 |       |
| 10      | 2       | María Murillo      | Costa Rica               | 57.73 |       |
| 11      | 1       | Lisseth Ramirez    | Costa Rica               | 59.77 |       |

| Posição           | Raia | Atleta             | Nacionalidade     | Tempo | Notas                 |
| ----------------- | ---- | ------------------ | ----------------- | ----- | --------------------- |
| Medalha de ouro   | 6    | Chrisann Gordon    | Jamaica           | 51.02 | Recorde do campeonato |
| Medalha de prata  | 3    | Jaide Stepter      | Estados Unidos    | 52.51 |                       |
| Medalha de bronze | 4    | Sonikqua Walker    | Jamaica           | 52.69 |                       |
| 4                 | 8    | Medeleine Price    | Canadá            | 53.71 |                       |
| 5                 | 7    | Parris García      | Porto Rico        | 53.76 |                       |
| 6                 | 5    | Shakima Wimbley    | Estados Unidos    | 54.71 |                       |
| 7                 | 2    | Sonia Gaskin       | Barbados          | 54.86 |                       |
| 8                 | 1    | Domonique Williams | Trinidad e Tobago | DSQ   | [ 3 ]                 |

### 800 metros
17 de julho
| Posição           | Atleta           | Nacionalidade  | Tempo   | Notas                 |
| ----------------- | ---------------- | -------------- | ------- | --------------------- |
| Medalha de ouro   | Lisneydis Veitia | Cuba           | 2:02.02 | Recorde do campeonato |
| Medalha de prata  | Jenna Westaway   | Canadá         | 2:03.90 |                       |
| Medalha de bronze | Sahily Diago     | Cuba           | 2:04.20 |                       |
| 4                 | Raevyn Rogers    | Estados Unidos | 2:04.78 |                       |
| 5                 | Samantha James   | Jamaica        | 2:08.04 |                       |
| 6                 | Olivia Baker     | Estados Unidos | 2:08.77 |                       |
| 7                 | Sonia Gaskin     | Barbados       | 2:10.63 |                       |
| 8                 | Maïté Bouchard   | Canadá         | 2:12.20 |                       |
| 9                 | Viviana Arroche  | Guatemala      | 2:22.36 |                       |
| 10                | Lisseth Ramírez  | Costa Rica     | 2:27.21 |                       |

### 1.500 metros
15 de julho
| Posição           | Atleta           | Nacionalidade  | Tempo   | Notas |
| ----------------- | ---------------- | -------------- | ------- | ----- |
| Medalha de ouro   | Jenna Westaway   | Canadá         | 4:16.03 |       |
| Medalha de prata  | Mary Cain        | Estados Unidos | 4:16.86 |       |
| Medalha de bronze | Regan Yee        | Canadá         | 4:19.16 |       |
| 4                 | Amina Banks      | Estados Unidos | 4:20.90 |       |
| 5                 | Angelin Figueroa | Porto Rico     | 4:36.20 |       |
| 6                 | Viviana Arroche  | Guatemala      | 4:50.71 |       |
| 7                 | Valeria Martínez | Nicarágua      | 4:54.09 |       |
| 8                 | Irma Aldana      | El Salvador    | 5:06.22 |       |

### 5.000 metros
17 de julho
| Posição           | Atleta           | Nacionalidade  | Tempo    | Notas |
| ----------------- | ---------------- | -------------- | -------- | ----- |
| Medalha de ouro   | Lauren La Rocco  | Estados Unidos | 16:57.27 |       |
| Medalha de prata  | Angelin Figueroa | Porto Rico     | 18:36.88 |       |
| Medalha de bronze | Wendy Ascencio   | El Salvador    | 19:15.88 |       |
| 4                 | Mónica López     | El Salvador    | 21:14.53 |       |

### 10.000 metros
16 de julho
| Posição           | Atleta         | Nacionalidade  | Tempo    | Notas                 |
| ----------------- | -------------- | -------------- | -------- | --------------------- |
| Medalha de ouro   | Chelsea Blaase | Estados Unidos | 35:30.87 | Recorde do campeonato |
| Medalha de prata  | Olivia Pratt   | Estados Unidos | 36:17.28 |                       |
| Medalha de bronze | Wendy Ascencio | El Salvador    | 40:17.85 |                       |
| 4                 | Mónica López   | El Salvador    | 43:36.86 |                       |

### 100 metros barreiras
| Posição | Bateria | Atleta                | Nacionalidade  | Tempo | Notas |
| ------- | ------- | --------------------- | -------------- | ----- | ----- |
| 1       | 1       | Pedrya Seymour        | Bahamas        | 12.84 | Q     |
| 1       | 2       | Jasmine Camacho-Quinn | Porto Rico     | 12.84 | Q     |
| 3       | 1       | Ebony Morrison        | Estados Unidos | 13.16 | Q     |
| 4       | 2       | Alexis Perry          | Estados Unidos | 13.18 | Q     |
| 5       | 2       | Akela Jones           | Barbados       | 13.36 | Q     |
| 6       | 1       | Nicole Setterington   | Canadá         | 13.43 | Q     |
| 7       | 1       | Andrea Vargas         | Costa Rica     | 13.60 | q     |
| 8       | 2       | Chrisdale McCarthy    | Jamaica        | 13.88 | q     |
| 9       | 1       | Mariaqueta Rodríguez  | México         | 13.99 |       |
| 10      | 2       | Deshaunda Morrison    | Canadá         | 14.35 |       |

| Posição           | Raia | Atleta                | Nacionalidade  | Tempo | Notas                 |
| ----------------- | ---- | --------------------- | -------------- | ----- | --------------------- |
| Medalha de ouro   | 4    | Jasmine Camacho-Quinn | Porto Rico     | 12.78 | Recorde do campeonato |
| Medalha de prata  | 6    | Pedrya Seymour        | Bahamas        | 12.83 |                       |
| Medalha de bronze | 5    | Alexis Perry          | Estados Unidos | 13.12 |                       |
| 4                 | 7    | Akela Jones           | Barbados       | 13.29 |                       |
| 5                 | 3    | Ebony Morrison        | Estados Unidos | 13.32 |                       |
| 6                 | 2    | Andrea Vargas         | Costa Rica     | 13.65 |                       |
| 7                 | 8    | Nicole Setterington   | Canadá         | 13.74 |                       |
| 8                 | 1    | Chrisdale McCarthy    | Jamaica        | 13.76 |                       |

### 400 metros barreiras
17 de julho
| Posição           | Atleta             | Nacionalidade  | Tempo | Notas |
| ----------------- | ------------------ | -------------- | ----- | ----- |
| Medalha de ouro   | Kiah Seymour       | Estados Unidos | 56.19 |       |
| Medalha de prata  | Autumn Franklin    | Estados Unidos | 56.36 |       |
| Medalha de bronze | Tia-Adana Belle    | Barbados       | 57.16 |       |
| 4                 | Zurian Hechavarría | Cuba           | 57.17 |       |
| 5                 | Taysia Radoslav    | Canadá         | 58.78 |       |
| 6                 | Ranae McKenzie     | Jamaica        | 58.85 |       |

### 3.000 metros com obstáculos
16 de julho
| Posição           | Atleta      | Nacionalidade  | Tempo    | Notas |
| ----------------- | ----------- | -------------- | -------- | ----- |
| Medalha de ouro   | Regan Yee   | Canadá         | 10:38.79 |       |
| Medalha de prata  | Paige Kouba | Estados Unidos | 10:38.84 |       |
| Medalha de bronze | Irma Aldana | El Salvador    | 12:05.43 |       |

### Revezamento 4x100 m
16 de julho
| Posição           | Nacionalidae   | Atletas                                                                | Tempo | Notas                 |
| ----------------- | -------------- | ---------------------------------------------------------------------- | ----- | --------------------- |
| Medalha de ouro   | Estados Unidos | Robin Reynolds, Shayla Sanders, Deanna Hill, Ebony Morrison            | 42.93 | Recorde do campeonato |
| Medalha de prata  | Jamaica        | Chanice Bonner, Kali Davis-White, Sashalee Forbes, Sonikqua Walker     | 43.63 |                       |
| Medalha de bronze | Bahamas        | Pedrya Seymour, Tayla Carter, Danielle Gibson, Carmiesha Cox           | 45.17 |                       |
| 4                 | Canadá         | Deshaunda Morrison, Leya Buchanan, Nicole Setterington, Shamelle Pless | 46.72 |                       |
| 5                 | Costa Rica     | María Murillo, Sharolyn Josephs, Daneysha Robinson, Glenda Davis       | 47.89 |                       |

### Revezamento 4x400 m
16 de julho
| Posição           | Nacionalidae   | Atletas                                                          | Tempo   | Notas |
| ----------------- | -------------- | ---------------------------------------------------------------- | ------- | ----- |
| Medalha de ouro   | Estados Unidos | Carly Muscaro, Jaide Stepter, Kiah Seymour, Shakima Wimbley      | 3:28.45 |       |
| Medalha de prata  | Jamaica        | Sonikqua Walker, Dawnlee Lonely, Samantha James, Chrisann Gordon | 3:32.06 |       |
| Medalha de bronze | Canadá         | Taysia Radoslav, Jenna Westaway, Medeleine Price, Maïté Bouchard | 3:44.45 |       |

### 10 km marcha atlética
17 de julho
| Posição           | Atleta          | Nacionalidade  | Tempo    | Notas                 |
| ----------------- | --------------- | -------------- | -------- | --------------------- |
| Medalha de ouro   | Yesenia Miranda | El Salvador    | 49:24.70 | Recorde do campeonato |
| Medalha de prata  | Molly Josephs   | Estados Unidos | 53:34.86 |                       |
| Medalha de bronze | Karin Vicente   | Guatemala      | 55:09.10 |                       |
| 4                 | Jennifer Lopez  | Estados Unidos | 58:29.16 |                       |

### Salto em altura
15 de julho
| Posição           | Atleta            | Nacionalidade  | 1.60 | 1.70 | 1.75 | 1.78 | 1.81 | 1.84 | 1.87 | 1.91 | 1.94 | Resultado | Notas                 |
| ----------------- | ----------------- | -------------- | ---- | ---- | ---- | ---- | ---- | ---- | ---- | ---- | ---- | --------- | --------------------- |
| Medalha de ouro   | Akela Jones       | Barbados       | –    | o    | o    | xo   | o    | xo   | xo   | xo   | xxx  | 1.91      | Recorde do campeonato |
| Medalha de prata  | Loretta Blaut     | Estados Unidos | –    | o    | xo   | o    | o    | xxx  |      |      |      | 1.81      |                       |
| Medalha de bronze | Georgia Ellenwood | Canadá         | –    | o    | xo   | xxo  | xxx  |      |      |      |      | 1.78      |                       |
| 4                 | Rachel McCoy      | Estados Unidos | –    | xo   | xo   | xxx  |      |      |      |      |      | 1.75      |                       |
| 5                 | Abigail Obando    | Costa Rica     | xxx  |      |      |      |      |      |      |      |      | NM        |                       |

### Salto com vara
16 de julho
| Posição          | Atleta       | Nacionalidade  | 3.30 | 3.50 | 3.70 | 3.80 | 4.25 | 4.40 | 4.55 | Resultado | Notas                 |
| ---------------- | ------------ | -------------- | ---- | ---- | ---- | ---- | ---- | ---- | ---- | --------- | --------------------- |
| Medalha de ouro  | Megan Clark  | Estados Unidos | –    | –    | –    | –    | o    | o    | xxx  | 4.40      | Recorde do campeonato |
| Medalha de prata | Yaritza Diaz | Porto Rico     | o    | xo   | o    | xxx  |      |      |      | 3.70      |                       |

### Salto em comprimento
17 de julho
| Posição           | Atleta            | Nacionalidade  | #1   | #2   | #3   | #4   | #5   | #6   | Resultado | Notas                 |
| ----------------- | ----------------- | -------------- | ---- | ---- | ---- | ---- | ---- | ---- | --------- | --------------------- |
| Medalha de ouro   | Quanesha Burks    | Estados Unidos | x    | 5.94 | x    | 6.41 | 6.69 | 6.74 | 6.74      | Recorde do campeonato |
| Medalha de prata  | Akela Jones       | Barbados       | 6.03 | 6.36 | 6.43 | 6.56 | 6.56 | 6.74 | 6.74      | Recorde do campeonato |
| Medalha de bronze | Alexis Perry      | Estados Unidos | 6.46 | x    | 6.38 | 6.10 | 6.66 | 6.19 | 6.66      |                       |
| 4                 | Shanice Porter    | Jamaica        | 6.27 | 6.19 | 6.10 | 6.26 | 6.27 | 6.37 | 6.37      |                       |
| 5                 | Georgia Ellenwood | Canadá         | x    | x    | 5.78 | x    | 5.79 | x    | 5.79      |                       |
| 6                 | Tissanna Hickling | Jamaica        | 5.56 | 5.70 | 5.50 | 5.68 | 5.48 | x    | 5.70      |                       |
| 7                 | Daneysha Robinson | Costa Rica     | 5.11 | 4.84 | 4.27 | 4.88 | 4.96 | 5.07 | 5.11      |                       |
| 8                 | María Reneé Gómez | El Salvador    | 4.57 | x    | 4.60 | 4.63 |      |      | 4.63      |                       |

### Salto triplo
17 de julho
| Posição           | Atleta            | Nacionalidade            | #1    | #2    | #3    | #4    | #5    | #6    | Resultado | Notas |
| ----------------- | ----------------- | ------------------------ | ----- | ----- | ----- | ----- | ----- | ----- | --------- | ----- |
| Medalha de ouro   | Dannielle Gibson  | Bahamas                  | 13.39 | 12.98 | 13.46 | 13.54 | x     | 13.17 | 13.54     |       |
| Medalha de prata  | Simone Charley    | Estados Unidos           | 12.98 | x     | 13.47 | 13.50 | 13.43 | 13.17 | 13.50     |       |
| Medalha de bronze | Danielle McQueen  | Estados Unidos           | 12.49 | x     | 12.60 | x     | x     | 12.98 | 12.98     |       |
| 4                 | Shardia Lawrence  | Jamaica                  | x     | 12.63 | 12.87 | 12.73 | 12.95 | x     | 12.95     |       |
| 5                 | Tissanna Hickling | Jamaica                  | 12.34 | 12.68 | x     | x     | x     | x     | 12.68     |       |
| 6                 | Khadijah Clouden  | Ilhas Virgens Americanas | x     | x     | x     |       |       |       | NM        |       |

### Arremesso de peso
16 de julho
| Posição           | Atleta             | Nacionalidade            | #1    | #2    | #3    | #4    | #5    | #6    | Resultado | Notas                 |
| ----------------- | ------------------ | ------------------------ | ----- | ----- | ----- | ----- | ----- | ----- | --------- | --------------------- |
| Medalha de ouro   | Raven Saunders     | Estados Unidos           | 17.61 | x     | x     | 18.49 | x     | 18.41 | 18.49     | Recorde do campeonato |
| Medalha de prata  | Sahily Viart       | Cuba                     | 15.92 | 16.64 | 17.42 | x     | 17.10 | 16.98 | 17.42     |                       |
| Medalha de bronze | Erin Farmer        | Estados Unidos           | 15.53 | 16.43 | 16.24 | x     | x     | 16.36 | 16.43     |                       |
| 4                 | Itohan Aikhionbare | Belize                   | 14.06 | x     | 15.48 | 16.20 | 16.02 | 15.65 | 16.20     |                       |
| 5                 | Jess St. John      | Antígua e Barbuda        | 15.38 | 15.50 | 15.08 | x     | 14.22 | x     | 15.50     |                       |
| 6                 | Portious Warren    | Trinidad e Tobago        | 15.00 | 14.64 | 15.31 | 14.70 | 15.13 | 14.81 | 15.31     |                       |
| 7                 | Trevia Gumbs       | Ilhas Virgens Britânicas | 11.94 | 12.35 | 13.53 | x     | x     | x     | 13.53     |                       |
| 8                 | Debora Melara      | El Salvador              | 10.59 | 10.94 | 9.83  | 10.45 | 10.93 | 10.63 | 10.94     |                       |

### Lançamento de disco
15 de julho
| Posição           | Atleta         | Nacionalidade            | #1    | #2    | #3    | #4    | #5    | #6    | Resultado | Notas                 |
| ----------------- | -------------- | ------------------------ | ----- | ----- | ----- | ----- | ----- | ----- | --------- | --------------------- |
| Medalha de ouro   | Shelbi Vaughan | Estados Unidos           | 48.85 | 57.20 | x     | x     | 55.80 | x     | 57.20     | Recorde do campeonato |
| Medalha de prata  | Tera Novy      | Estados Unidos           | 55.70 | 54.45 | x     | 52.20 | x     | x     | 55.70     |                       |
| Medalha de bronze | Agnes Esser    | Canadá                   | 51.50 | x     | 48.75 | x     | 49.20 | x     | 51.50     |                       |
| 4                 | Isheka Binns   | Jamaica                  | x     | x     | 36.60 | 49.45 | 47.85 | x     | 49.45     |                       |
| 5                 | Latoya Gilding | Trinidad e Tobago        | 39.35 | 38.40 | 41.25 | 42.95 | 41.80 | 39.40 | 42.95     |                       |
| 6                 | Tynelle Gumbs  | Ilhas Virgens Britânicas | 42.75 | 40.35 | 41.60 | 42.80 | 42.30 | x     | 42.80     |                       |
| 7                 | Alma Gutierrez | Honduras                 | 37.15 | 35.90 | 36.65 | x     | 38.55 | 37.35 | 38.55     |                       |
| 8                 | Debora Melara  | El Salvador              | 30.30 | 30.95 | 31.90 | 30.50 | x     | x     | 31.90     |                       |
| 9                 | Trevia Gumbs   | Ilhas Virgens Britânicas | x     | x     | x     |       |       |       | NM        |                       |

### Lançamento de martelo
15 de julho
| Posição           | Atleta              | Nacionalidade            | #1    | #2    | #3    | #4    | #5    | #6    | Resultado | Notas |
| ----------------- | ------------------- | ------------------------ | ----- | ----- | ----- | ----- | ----- | ----- | --------- | ----- |
| Medalha de ouro   | Becky Famurewa      | Estados Unidos           | 59.06 | 59.90 | x     | x     | x     | 61.03 | 61.03     |       |
| Medalha de prata  | Monique Griffiths   | Estados Unidos           | 54.93 | 60.21 | x     | x     | x     | 57.56 | 60.21     |       |
| Medalha de bronze | Agnes Esser         | Canadá                   | 57.06 | 56.05 | x     | 56.60 | 58.44 | 57.55 | 58.44     |       |
| 4                 | Natasha Akbarizadeh | Canadá                   | 52.89 | 53.85 | x     | 53.82 | 52.79 | 56.60 | 56.60     |       |
| 5                 | Tynelle Gumbs       | Ilhas Virgens Britânicas | x     | 48.65 | x     | 50.24 | 53.80 | x     | 53.80     |       |
| 6                 | Ann Dagrin          | Haiti                    | x     | x     | 49.41 | x     | x     | x     | 49.41     |       |
| 7                 | Sonja Moreno        | Guatemala                | 41.09 | 46.86 | 42.54 | x     | x     | x     | 46.86     |       |
| 8                 | Trevia Gumbs        | Ilhas Virgens Britânicas | 45.11 | 45.39 | x     | 46.76 | x     | x     | 46.76     |       |
| 9                 | María Soto          | El Salvador              | 42.20 | x     | x     |       |       |       | 42.20     |       |
| 10                | Debora Melara       | El Salvador              | 36.12 | 35.50 | 35.44 |       |       |       | 36.12     |       |

### Lançamento de dardo
17 de julho
| Posição           | Atleta                   | Nacionalidade  | #1    | #2    | #3    | #4    | #5    | #6    | Resultado | Notas |
| ----------------- | ------------------------ | -------------- | ----- | ----- | ----- | ----- | ----- | ----- | --------- | ----- |
| Medalha de ouro   | Yulenmis Aguilar         | Cuba           | 53.37 | x     | 57.09 | 51.92 | 54.76 | 57.09 | 57.09     |       |
| Medalha de prata  | Sarah Firestone          | Estados Unidos | 51.69 | 53.96 | x     | 51.34 | 51.59 | 53.96 | 53.96     |       |
| Medalha de bronze | Jessie Merckle           | Estados Unidos | 52.13 | 50.32 | 53.28 | 49.70 | 50.91 | 53.28 | 53.28     |       |
| 4                 | Olivia Leckford Marshall | Jamaica        | 44.19 | 50.13 | x     | 44.52 | x     | 50.13 | 50.13     |       |
| 5                 | Idania Vanessa Abarca    | El Salvador    | 32.51 | 33.06 | x     | x     | 31.16 | 33.06 | 33.06     |       |

### Heptatlo
15–16 de julho
| Colocação         | Atleta           | Nacionalidade  | 100 m C/B | SA   | AP    | 200 m | SD   | LD    | 800 m   | Total | Notas |
| ----------------- | ---------------- | -------------- | --------- | ---- | ----- | ----- | ---- | ----- | ------- | ----- | ----- |
| Medalha de ouro   | Taliyah Brooks   | Estados Unidos | 13.64     | 1.74 | 11.02 | 24.78 | 6.12 | 36.99 | 2:31.36 | 5609  |       |
| Medalha de prata  | Clairwin Dameus  | Estados Unidos | 14.09     | 1.50 | 10.05 | 25.12 | 6.22 | 31.29 | 2:31.71 | 5087  |       |
| Medalha de bronze | Lyxandra Geerman | Aruba          | 16.14     | 1.50 | 8.87  | 26.59 | 5.16 | 24.91 | 2:47.13 | 3998  |       |
| 4                 | Karla Molina     | El Salvador    | 16.42     | NM   | 8.21  | 28.77 | 5.07 | 28.44 | 2:38.85 | 3259  |       |

Legenda
| Recorde mundial       | Recorde mundial (World record)               |                       | Recorde africano                      | Recorde africano (African) |                                           | Q | Classificado por posição (Qualified) |
| Recorde do campeonato | Recorde do campeonato (Championship record)  | Recorde da América    | Recorde da América (Americas)         | q                          | Classificado por melhor tempo (Qualified) |   |                                      |
| Melhor marca do ano   | Melhor marca do ano (World leading)          | Recorde asiático      | Recorde asiático (Asian)              | DNS                        | Não largou (Did not start)                |   |                                      |
| Recorde nacional      | Recorde nacional (National record)           | Recorde europeu       | Recorde europeu (European)            | DNF                        | Não terminou (Did not finish)             |   |                                      |
| Recorde pessoal       | Recorde pessoal do atleta (Personal best)    | Recorde da Oceania    | Recorde da Oceania (Oceania)          | DSQ / DQ                   | Desclassificado (Disqualified)            |   |                                      |
| Recorde da temporada  | Recorde da temporada do atleta (Season best) | Recorde sul-americano | Recorde sul-americano (South America) | NM                         | Sem marca (No mark)                       |   |                                      |